# IBM WebSphere Application Server
IBM WebSphere Application Server (WAS) — це сервер прикладних програм, що є провідним продуктом бренду IBM WebSphere. WAS побудований на таких відкритих стандартах як Java EE, XML і Web Services. Він підтримує роботу з низкою вебсерверів, до яких належать Apache HTTP Server, Netscape Enterprise Server, Microsoft Internet Information Services (IIS), IBM HTTP Server for i5/OS, IBM HTTP Server for z/OS, і IBM HTTP Server for AIX/Linux/Microsoft Windows/Solaris.
IBM випустила кілька версій і редакцій WAS. У перших бетаверсіях WAS називався Servlet Express.

## Версії
| Версія WebSphere | WebSphere 3.5     | WebSphere 4.0  | WebSphere 5.0   | WebSphere 5.1   | WebSphere 6.0   | WebSphere 6.1 | WebSphere 7.0 |
| ---------------- | ----------------- | -------------- | --------------- | --------------- | --------------- | ------------- | ------------- |
| Дата випуску     | 1998 ?            | червень 2001 ? | листопад 2002?  | листопад 2003 ? | 2004            | травень 2006  | вересень 2008 |
| Кінець підтримки | 30 листопада 2003 | 30 квітня 2005 | 30 вересня 2006 | 30 вересня 2008 | 30 вересня 2010 |               |               |
| JDK              | 1.2               | 1.3            | 1.3             | 1.4             | 1.4             | 1.5           | 1.6           |
| JavaEE           | ?                 | 1.2            | 1.3             | 1.3             | 1.4             | 1.4           | 1.5           |
| Servlet          | 2.1&2.2           | 2.2            | 2.3             | 2.3             | 2.4             | 2.4           | 2.5           |
| JSP              | 0.91&1.0&1.1      | 1.1            | 1.2             | 1.2             | 2.0             | 2.0           | 2.1           |
| EJB              | 1.0               | 1.1            | 2.0             | 2.0             | 2.1             | 2.1           | 3.0           |

### Перша версія WAS
Побачила світ в червні 1998 року. Це був головно двигун Джава Сервлетів (Java Servlet engine).

### Друга версія
IBM додала підтримку для JavaBean, CORBA і Linux. Вийшла в двох редакціях: Standard Edition (SE) і Advanced Edition (AE).

### Третя версія WAS
Стала сумісною з JDK 1.2, J2EE 1.0. При цьому IBM додала чимало поліпшень до базової специфікації J2EE 1.0. Було додано підтримку OS/400 (нині i5/OS) і OS/390 (нині z/OS) попри те, що версія для z/OS мала майже цілковито окремий програмний код аж до версії v5.x. Версія 3 поширювалася в трьох редакціях: Standard Edition (SE), Advanced Edition (AE) та Enterprise Edition (EE).

### Четверта версія
Стала сертифікованим J2EE 1.2 сервером прикладних програм. З версії V3.x вона успадкувала конфігураційну модель в базі даних, але односерверна редакція вже використовувала XML datastore. Вийшли такі редакції:
- AE (Advanced Edition)
- AEs (Advanced Edition single). Односерверна редакція, що не працювала в кластерній конфігурації.
- AEd (Developer Edition). Функціонально еквівалентна AEs, але призначена лише для позапродукційного використання розробниками прикладних програм.
- EE (Enterprise Edition)

### П'ята версія
З'явилася на світ 19 листопада 2002 року. Це був сертифікований J2EE 1.3 сервер прикладних програм. Він став результатом значного переписування коду V3/V4 і став першим WebSphere Application Server з єдиною базою програмного коду. З цього моменту WAS на усіх платформах від Intel x86 до мейнфреймів є великою мірою тим самим кодом. Конфігураційний репозиторій, що містився в базах даних, було замінено на репозиторій, базований на XML файлах. Сервіс, що називається Deployment Manager, тримав головну копію конфігурації мережевої клітини (cell configuration), а вузли (nodes) отримували копії потрібних файлів з головного сервера, в разі, коли ті змінювалися. V5 також включила в себе мініатюрну версію MQ 5.3, названу вбудований сервер Сервісу Повідомлень Джави — Java Message Service (JMS) server.
- Express Edition замінила the Standard Edition. Express стає терміном, що вказує на SME-орієнтовані пропозиції від IBM в усіх її брендах програмного продукту. SME означає Small and Medium Enterprises, себто Малі й Середні Підприємства.
- Base
- Network Deployment. Ця версія підтримує розгортання клітникової конфігурації з кластером і підтримкою, згідно з J2EE, перерозподілу роботи системи при збоях. Вона також включає Edge Components, відомі раніше як as Edge Server. Це забезпечує проксі сервер, балансування навантаження і контекстну маршрутизацію.
- Enterprise Edition. Ця версія вперше додала двигун робочого потоку, названий the Process Choreographer, що передував стандартам BPEL. Також було додано першу повністю підтримувану модель програмних низок (application threading model), названу WebSphere Asynchronous Beans.
- WebSphere Application Server для z/OS. Ця версія є по суті ідентичною до Network Deployment, але оптимізована для максимізації вигідних рис z/OS, як Workload Manager, з метою використання ключових технологій, завдяки яким мейнфрейм є невід'ємною складовою масштабованих, захищених і критично-важливих робіт.

1 квітня 2004 року вийшла версія V5.1, головними відмінностями якої від V5.0 було оновлення JDK до 1.4.2 і ужиток мови Jython для написання скриптів wsadmin замість підтримки лише Java Tcl.
- Express
- Base
- Network Deployment
- WebSphere Application Server для z/OS

Version 5.1 для z/OS є першою, що підтримує двигуни zAAP.
- WebSphere Business Integration Server Foundation V5.1

Це доопрацьований WebSphere Application Server Enterprise Edition V5.0. Двигун робочого потоку (the workflow engine) оновлено для підтримки BPEL, змість власного формату FDML використовуваного в V5.0. На цей продукт було змінено ціну і забезпечено його наявність на всіх платформах IBM від середовища Intel до мейнфреймів.
- WebSphere eXtended Deployment (XD)

Див. секцію нижче

### Шоста версія
Цю версію випущено 31 грудня 2004 року. Цей сервер прикладних програм є сумісним з Java EE 1.4. Поліпшення безпеки включають підтримку JACC 1.0 та WS-Security 1.0.
- Підтримка Java Standard Edition 1.4
- Community Edition (безкоштовно)

Код базується на проєкті Apache Geronimo
- Express (зазначена ціна 2000 доларів США на процесор (per CPU), ліцензована аж до двох процесорів)

Багато доопрацювань програмних моделей, що раніше були в WebSphere Application Server V5.0 Enterprise Edition зостали переміщені з Enterprise Edition до Express і Base. Ці API включали профіль прикладних програм, стартові біни, планувальник (the scheduler) і асинхронні біни. Двигун JMS, що нині називається «WebSphere Platform Messaging», було переписано цілковито на Java і значно підсилено його функціональність. (WebSphere MQ усе ще підтримується як забезпечувач JMS і забезпечує взаємодію з WebSphere Platform Messaging.)
- Base (заявлена ціна 10 000 доларів США на процесор (per CPU))
- Network Deployment (заявлена ціна 16 000 доларів США на процесор)

Кластеринг було переписано для використання менеджера високої присутності (the high availability manager). Він керує всіма сінґлтонами (singletons) в середовищі WebSphere і здатний забезпечувати для них гаряче відновлення (hot recovery).
ВебСферу (WebSphere) було модифіковано, щоб подільна файлова система могла бути використана для зберігання записів транзакцій. Це означало, що будь-який член кластеру, маючи цю подільну файлову систему змонтованою, може відновити «на-горячо» сумнівні XA-транзакції без потреби зовнішнього програмного забезпечення високої присутності (external HA software).
Роль Менеджера Розгортання (the Deployment Manager) було скасовано в усіх робочих операціях. Він єдино потрібен для централізованої JMX-адміністрації і конфігураційних змін.
Нині підтримується робота клітин (cells) змішаних версій (від V5 до V6) у виробничому циклі.
- WebSphere Application Server для z/OS

Забезпечує ту саму основну функціональність, що й Network Deployment, оскільки вони мають спільну програмну модель, одночасно маючи платформні переваги до яких належать:
- z/OS Workload Manager для пріоретизованого керування змішаним робочим навантаженням
- Resource Recovery Services (додано транзакційну цілісність для складних, критичних транзацій)
- Підтримка мейнфреймівських продуктів безпеки, як от RACF
- Підвищене вертикальне масштабування для сервера прикладних програм шляхом єдиної контрольної області (integrated control area) ізолювання серверної області (з завершеними роботами), що дозволяє контрольній області відчиняти й зачиняти серверні області при потребі з огляду на обсяг вхідних запитів.
- Підтримка Parallel Sysplex для повної участі в Сисплексі (the Sysplex), уможливлюючи підвищену підтримку перерозподілу навантаження при збоях і географічно розподіленого середовища, що працює органічно як єдине ціле з централізовним записом інформації й засобами менеджменту.
- eXtended Deployment (оголошена ціна: 16 000 доларів США / процесор)

WAS XD, як він тепер відомий, збільшує функціональність сервера аплікацій (application server) у двох головних областях — Керованості і Продуктивності. Також він дозволяє нові конфігурації, такі як динамічна віртуалізація між пулами аплікаційних серверів.
Для поліпшення продуктивності було додано компонент ObjectGrid, який являє собою автономну розподілену буферну пам'ять, себто кеш (cache), який можна використовувати з будь-яким сервером аплікацій (будь-яка версія з 1.4 JDK) або будь-яке робоче середовище J2SE 1.4, включаючи підтримку zLinux і z/OS.
В шостій версії деяку функціональність, що раніше була в WebSphere Business Integration Server Foundation (WBISF), переміщено до нового продукту IBM WebSphere Process Server. Інші функції переміщено до інших видань (Express і вище).
30 червня 2006 року вийшла версія 6.1. Цей аплікаційний сервер є сумісним з Java EE 1.4 і включає наступні функції:
- Підтримка Java Standard Edition 1.5
- Підтримка JSR 168 Portlets в аплікаційному сервері
- Сервлети Session Initiation Protocol (SIP)
- Поліпшення WebSphere Install Factory
- IBM Support Assistant
- Бібліотека IBM JSF Widget
- Спрощене Адміністрування
- Поліпшення оперування сертифікатами й ключами безпеки
- Поліпшення безпеки
- Адмінстрування сервером IBM HTTP з консолі адміністратора ВебСфери.
- Підтримка Web Services Resource Framework і WS-BusinessActivity (WS-BA)
- Підтримка віддалених з'єднань JSR160 JMX (лише з IBM агентами)
- Допомога з командами Jython з консолі адміністратора
- Поліпшене скриптування. З цієї версії починається процес старіння для синтаксису Jacl.
- 64-біті серванти (servants) і новий базований на Apache IBM HTTP Сервер для z/OS

Підтримку технології EJB 3.0 і деяких стандартів вебсервісів забезпечено в додаткових пакетах EJB feature pack та webservices feature packs відповідно. Функції в цих спецпакетах включено у головний продукт версії 7. Функції у вебсерверному спецпакеті включають наступні:
- Асинхронна програмна модель (обмежена функціональна підтримка)
- Структури з багатьма навантаженнями (Multiple Payload structures)
- StAX (Streaming API for XML)
- WS-RM (обмежена функціональна підтримка)
- WS-Addressing (обмежена функціональна підтримка)
- JAX-B підтримка
- Policy Set (обмежена функціональна підтримка)
- Secured thin client (обмежена функціональна підтримка)
- SOAP (протокол) Message Transmission Optimization Mechanism (MTOM)
- Підтримка CGI і CORBA

### Сьома версія
- Цю версію було випущено 9 вересня 2008 року. Це аплікаційний сервер, сумісний з Java EE 5.

Наступні є найвизначніші риси Аплікаційного Сервера ВебСфери Версії 7:
- Гнучкість Керування

Гнучкість Керування спрощує адміністрування великої кількості базових редакцій Аплікаційного Сервера ВебСфери і топологій Мережевого Розгортання, які можуть бути географічно розподілені.
- Аплікації бізнес рівня

Аплікації бізнес рівня використовуються для оперування аплікаційними артефактами незалежно від пакування й програмних моделей.
- Конфігурація, базована на властивостях

Конфігурація, базована на властивостях, спрощує автоматизоване адміністрування. Адміністратор може відредагувати конфігурацію Аплікаційного Сервера ВебСфери Версії 7, використовуючи простий файл з властивостями (simple property file).

### WebSphere Extended Deployment
WebSphere Application Server V6 Extended Deployment Edition (WebSphere XD) було випущено в 2006 році як додаток (add-on) до WebSphere 6. XD надає більше можливостей як для адміністраторів, що опікуються численними програмами, базованими на Java EE, так і розробникам, що створюють складні аплікації, які вимагають асиметричної кластерної техніки. Також вона містить певні технології, що помітно збільшують продуктивність виконуваних аплікацій, включаючи кеш баз даних у пам'яті (in-memory database cache) і високовдосконалений балансувальник навантаження, названий маршрутизатором на вимогу (on demand router).

## Безпека
Модель безпеки Аплікаційного Сервера ВебСфери базується на сервісах, проваджених оперативною системою, і моделлю безпеки Java EE Аплікаційний Сервер ВебСфери провадить втілення автентифікації користувача (user authentication) і авторизаційних механізмів (authorization mechanisms), забезпечуючи підтримку для різних реєстрів користувачів:
- Реєстр користувачів локальної оперуючої системи
- Реєстр користувачів LDAP
- Федерований реєстр користувачів (з версії 6.1)
- Адаптований реєстр користувачів (Custom user registry)

ВебСфера підтримує наступний механізм автентифікації:
- Lightweight Third Party Authentication (LTPA)